# Красная Сушка
Красная Сушка — посёлок в Земетчинском районе Пензенской области России. Входит в состав Кирилловского сельсовета.

## География
Посёлок находится в северо-западной части Пензенской области, в пределах западных отрогов Приволжской возвышенности, в лесостепной зоне, к востоку от реки Выши, на расстоянии примерно 24 километров (по прямой) к северо-западу от Земетчина, административного центра района.

### Климат
Климат характеризуется как умеренно континентальный, с умеренно холодной зимой и тёплым летом. Среднегодовая температура — 4,2 °C. Средняя температура воздуха самого тёплого месяца (июля) — 19,2 °C; самого холодного (февраля) — −11,1 °C. Безморозный период длится 134 дня. Период активной вегетации составляет 142 дня. Годовое количество атмосферных осадков — 496 мм, из которых большая часть выпадает в тёплый период. Снежный покров держится в течение 149 дней.

### Часовой пояс
Посёлок Красная Сушка, как и вся Пензенская область, находится в часовой зоне МСК (московское время). Смещение применяемого времени относительно UTC составляет +3:00.

## Население
| 2010 |
| ---- |
| 17   |

### Национальный состав
Согласно результатам переписи 2002 года, в национальной структуре населения русские составляли 100 %.